# Фантасія

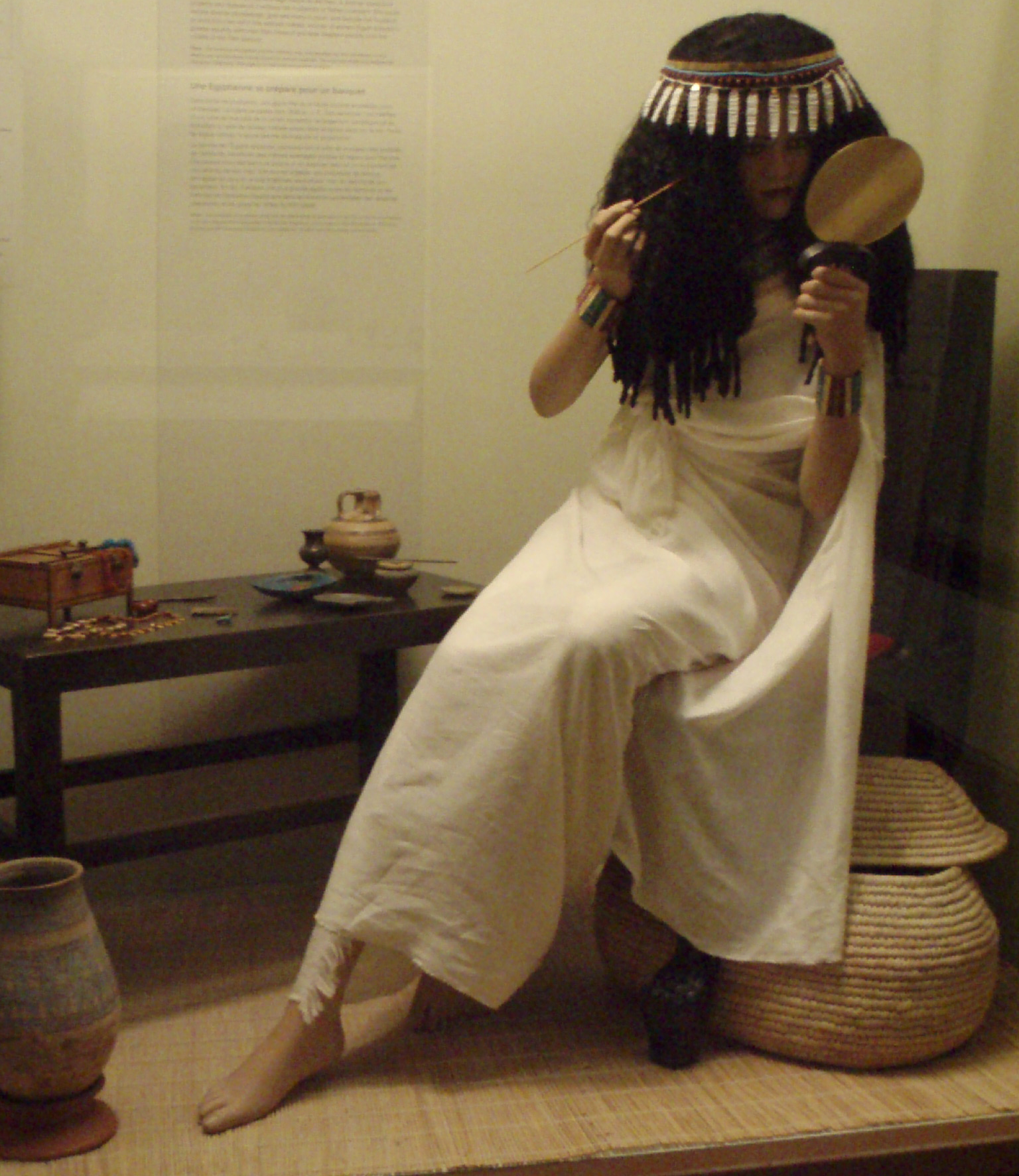
Давня єгиптянка (манекен)

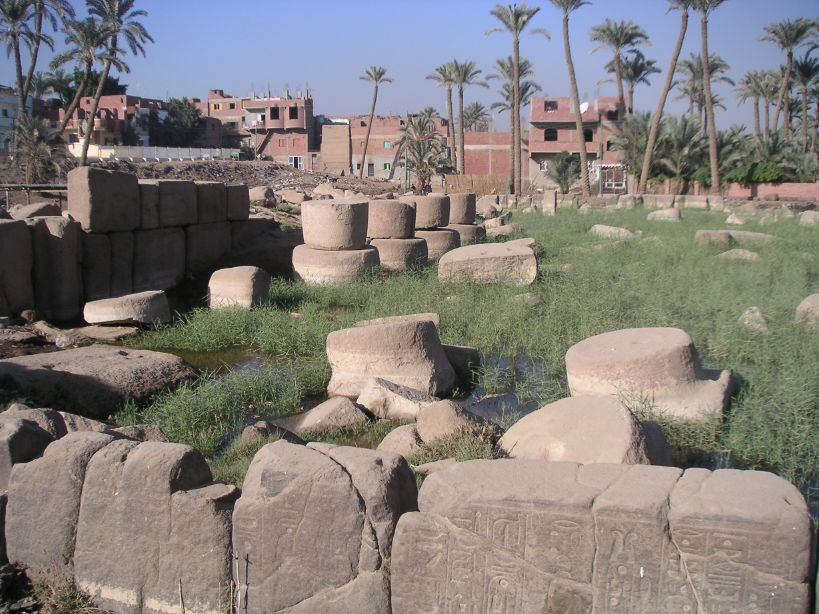
Руїни храму Птаха в Мемфісі, який греки називали храмом Гефеста

Фантасія (грец. Φαντασία; імовірно — XII ст. до н. е., тобто XX династія Нового царства) — єгиптянка з Мемфіса, легендарна поетеса часів Троянської війни, яка, за твердженнями деяких античних авторів, написала поеми про Троянську війну та повернення Одісея на Ітаку, які стали джерелом натхнення для Гомера (VIII ст. до н. е.). Цій легенді, як і багатьом іншим версіям щодо грецького епосу, бракує серйозних доказів.

## Згадки в античних джерелах
Патріарх Фотій (IX століття) цитує міфографа Птолемея Гефестіона (II ст. н. е.), який пише:
«Фантасія, жінка з Мемфіса, дочка Никарха, до Гомера написала оповідь про Троянську війну й пригоди Одісея. Подейкували, що книги Фантасії зберігалися у Мемфісі. Гомер вирушив туди й отримав список от Фаніта, храмового писаря, і творив, надихаючись ним».
За античною історією, яку переказав єпископ Євстафій Солунський (XII ст.), переповідаючи оповідь «якогось Навкрата», Фантасія була дочкою Никарха з Мемфіса, жоною Розуму й прислужницею Мудрості. Вона була наділена поетичним хистом і написала поеми про Троянську війну та пригоди Одісея, поклавши книги в храм Гефеста в Мемфісі. Згодом Гомер навідав святилище, переконав жреців зробити для нього список рукописів, який і використовував, працюючи над «Іліадою» і «Одісеєю». Євстафій пише: «дехто каже, що той поет був єгиптянином, або що той відвідав Єгипет й усе там вивчив». Ця історія є однією з найпізніших біографічних легенд про Гомера. 
Цікаво, що про Фантасію не згадує ні Самуель Батлер, ні сучасний мовознавець Ендрю Долбі, які намагаються довести, що автором «Одісеї», судячи з детального опису домашнього господарства, була жінка.

## Ім'я

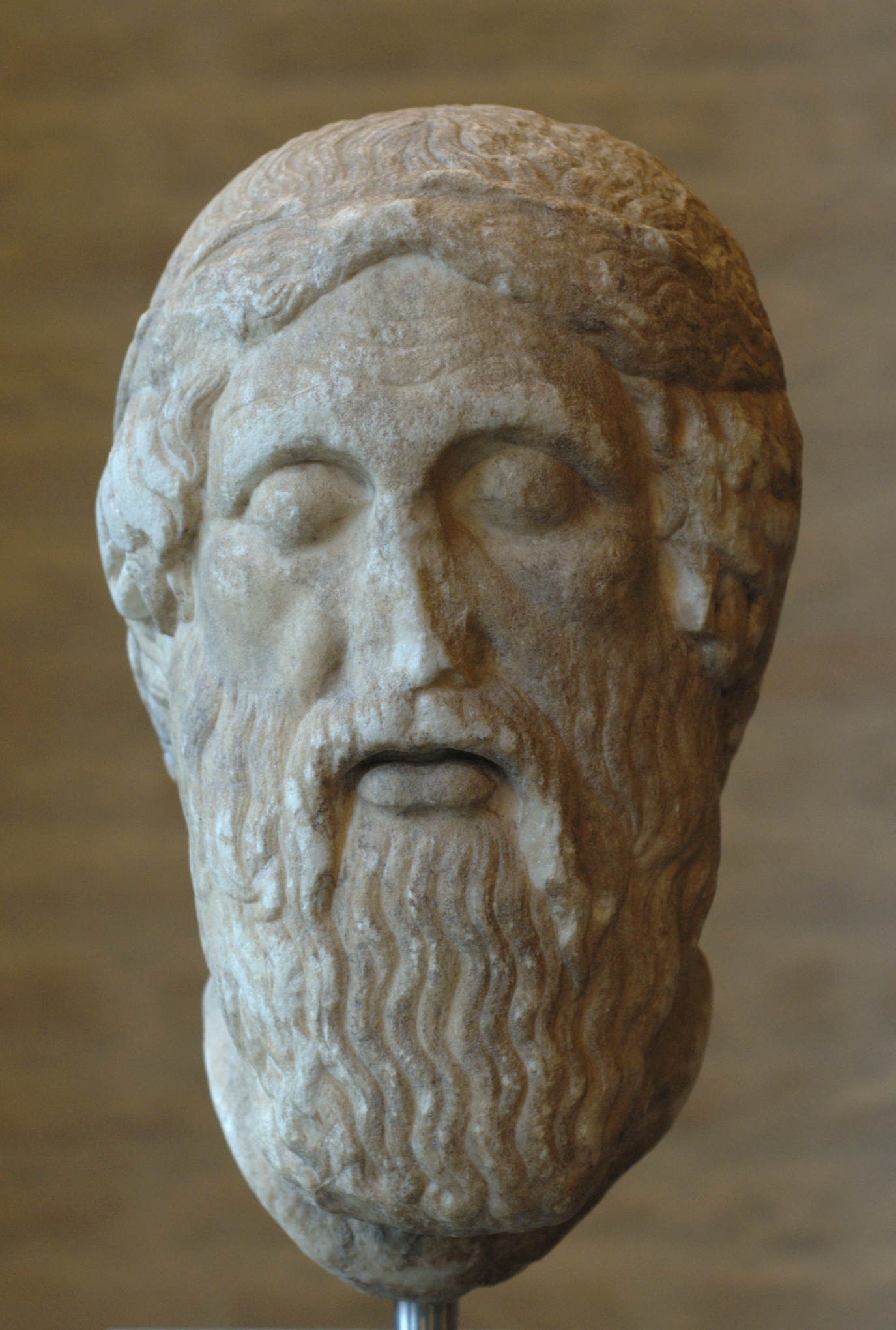
Гомер, бюст V ст. до н. е.

Александр Поуп пише, що дивно натрапити на єгиптянку з грецьким іменем і що, напевне, спершу слово «фантазія» стосовно джерела натхнення Гомера було використане фігурально, а згодом унаслідок помилки його сприйняли за реальне ім'я. За іншою версією слово «фантазія» навпаки виникло від імені Фантасії. Проте стандартна версія етимології слова вказує, що φαντασία походить від φαντάζω («показувати подумки чи в уяві»), яке своєю чергою походить від φαίνω («показувати на світлі», пор. «ієрофант» — святий+показувати) і є однокореневим зϕῶς («світло», як у слові «фосфор»).
У XIX столітті прихильники версії про жінку-поетесу, авторку первинних гомерових поем, писали, що згадана етимологія, можливо, є хибною або ж є просто результатом збігу, тоді як єгиптянка Фантасія, найімовірніше, була жрицею, можливо, Ісіди, оскільки в її імені вони вбачали корінь Phant/Phont, який у той час у тій місцевості свідчив про жрецький сан його носія. До того ж у коптів цей корінь зберігся до сьогодні у вигляді Hant/Hont.